# Light Tank Mk III
Der Light Tank Mk III war ein leichter, britischer Kampfpanzer, der in Kleinserie gebaut wurde und aus einer Reihe von Erprobungsmodellen der Mk II - Serie hervorging.

## Entwicklung
Die von Vickers in den 1930er Jahren gebauten leichten Panzer standen in direktem Zusammenhang mit den Tanketten von Carden-Lloyd, die während des Zweiten Weltkriegs bei den britischen Streitkräften und den Commonwealth-Streitkräften allgegenwärtig waren. Vor dem Ausbruch der Feindseligkeiten war die Konstruktion ein erfolgreicher Bestandteil der englischen Kolonialherrschaft in Indien.

## Technische Beschreibung
Die Federung des Mk III bestand aus Schraubenfedern, die Drehgestelle mit zwei gummibereiften Radsätzen pro Drehgestell steuerten. Diese von Sidney Horstmann erfundene und ausschließlich bei leichten Fahrzeugen verwendete Konstruktion wurde auch bis zum leichten Panzer Mk VI verwendet. Das Antriebsrad befand sich vorne, während die Umlenkräder mit zwei Umlenkrollen hinten angeordnet waren.
Als Antrieb diente ein Sechszylinder-Ottomotor von Rolls-Royce, der 88 PS (65 kW) leistete und mit einem Viergang-Vorwahlgetriebe gekoppelt war. Zum Lenken wurde der Antrieb auf eine Kette ausgekuppelt und die andere abgebremst. Auf jeder Seite befand sich das Antriebsrad vorn und das Umlaufrad hinten. Zwei Stützrollen führten die Kette oberhalb der vier Laufrollen wieder zurück.
Um die Stabilitätsprobleme in den Griff zu bekommen, hatte der Mk III einen überarbeiteten Turm. Dieser war etwas schmaler und hatte mehrere Luftschlitze um die Arbeit im Turm etwas erträglicher zu machen. Dadurch besaß der Turm des Mk III ein geringeres Gewicht als der Turm des Mk II. Die Traverse des Turms wurde elektrisch betätigt.
Da die leichten Panzer in den heißen Gebieten in Indien eingesetzt werden sollten, wurde das Hauptaugenmerk auf die Kühlung gelegt.

## Produktion
Von Vickers wurden ab 1934 insgesamt 42 Mk III gebaut. Von der leicht abgewandelten Variante Mk IIIB für die Niederlande wurden 73 Stück produziert.

## Einsatz

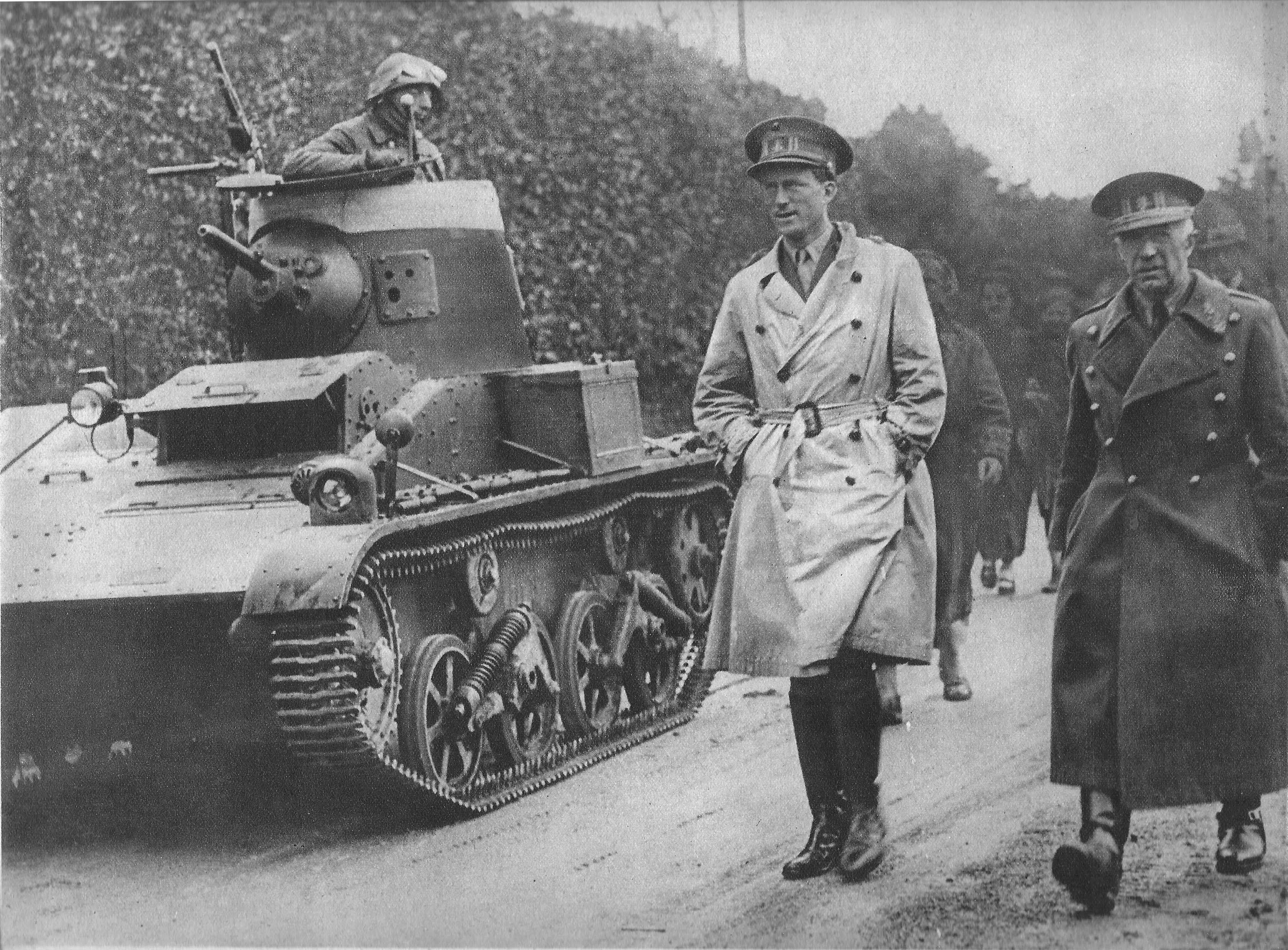
Ein Vickers T-15 der belgischen Armee mit König Léopold III im Vordergrund.

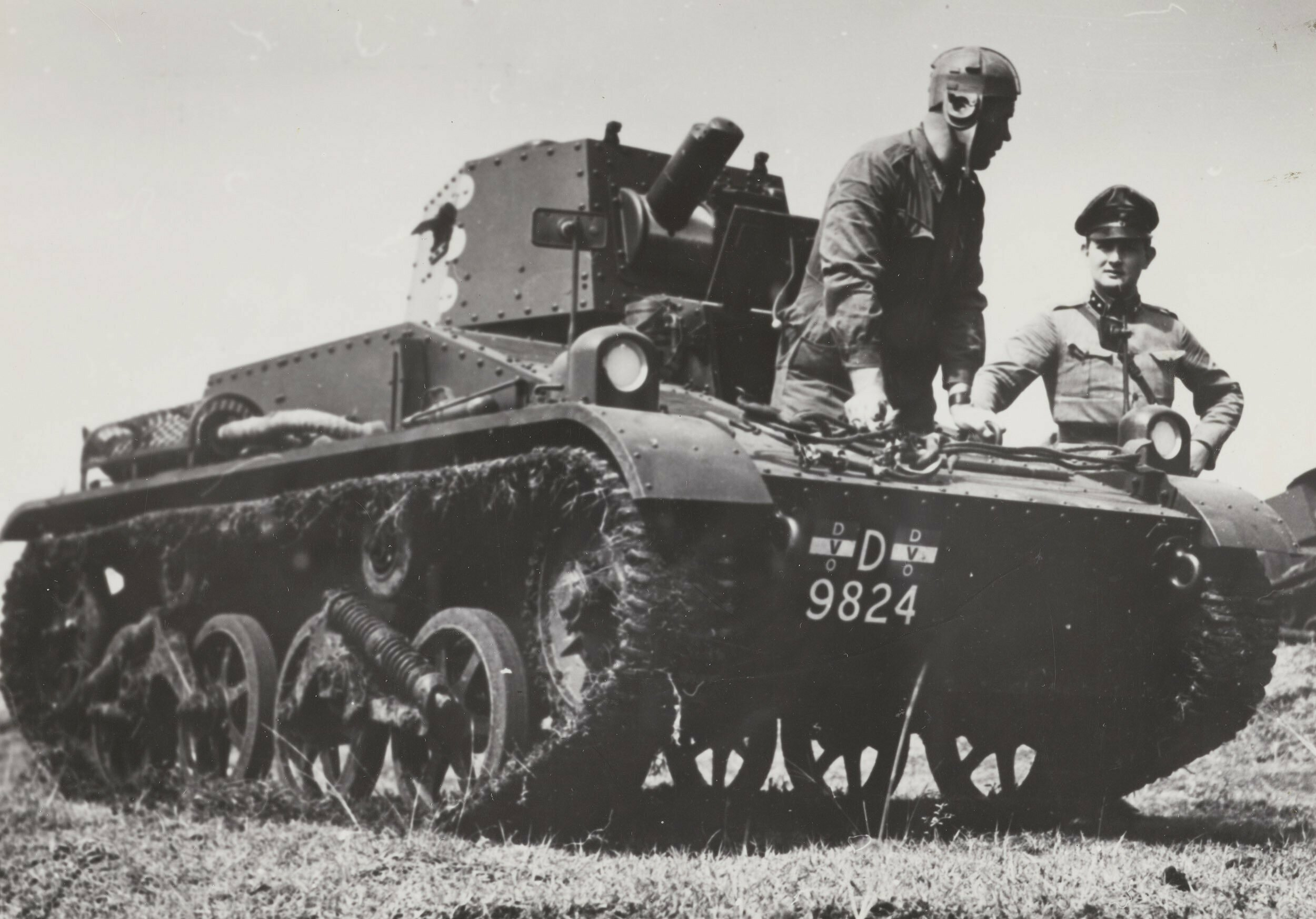
Ein Mk IIIB der niederländischen Armee.

### Mk III in der britischen Armee

#### Mk III in Indien
Kurz nach der Fertigstellung wurden die Panzer nach Indien verschifft. Dort waren sie noch zu Beginn des Zweiten Weltkrieges stationiert.

#### Mk III in Ägypten
Nach dem Ausbruch des Zweiten Weltkrieges wurden 36 der 42 Mk III nach Ägypten geschickt, um dort bei einem möglichen Angriff der Italiener zu unterstützen.

### Mk III in der belgischen Armee
Für Belgien wurden leicht modifizierte Fahrzeug produziert, welche als Light Tank Vickers T-15 bekannt wurden.

### Mk III in der niederländischen Armee
Im Jahr 1937 bestellten die belgische Armee 73 Stück vom Mk IIIB für die königlich-niederländische Ostindien-Armee. Zum Einsatz kamen die Fahrzeuge gegen Japan während des Niederländisch-Ostindien-Feldzuges.